# Мітохондріальний біогенез

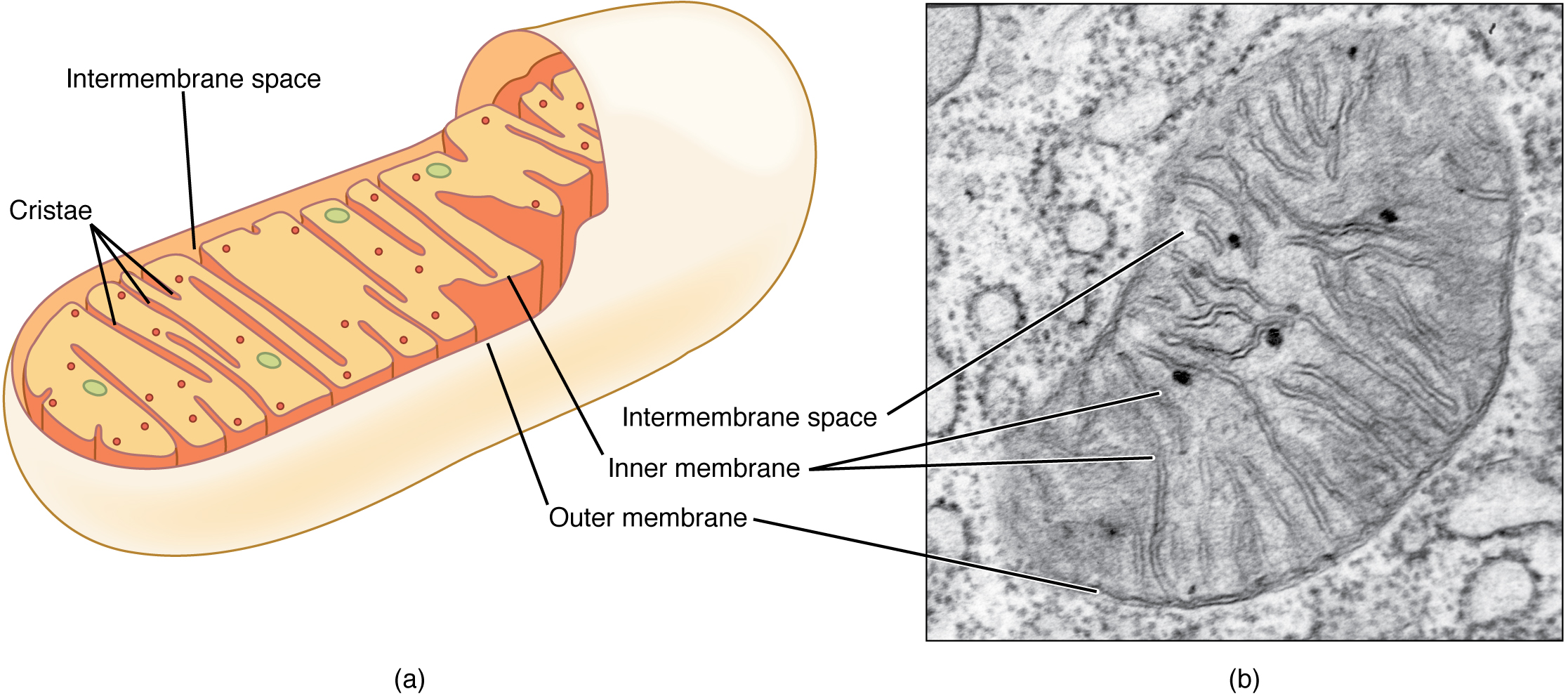
Мітохондія

Мітохондріальний біогенез — це процес, за допомогою якого середині клітин збільшуєть кількість мітохондрій за рахунок утворення нових або поділу існуючих. Він включає скоординовану експресію генів, що кодують мітохондріальні білки, а також імпорт цих білків у зростаючі мітохондрії. Мітохондріальний біогенез має важливе значення для підтримки належного функціонування клітин, особливо тих, що потребують високої енергії, таких як м’язові клітини, нейрони та імунні клітини.
Мітохондріальний біогенез може бути викликаний різними сигналами, включаючи зміни в потребі в енергії, фізичні вправи та вплив низьких температур. Він також регулюється рядом факторів транскрипції та коактиваторів, таких як PGC-1α, NRF-1 і Tfam, які координують експресію мітохондріальних генів і сприяють росту та реплікації мітохондрій.
Мітохондріальний біогенез важливий не тільки для виробництва енергії, але й для низки інших клітинних процесів, включаючи сигналізацію кальцію, апоптоз і генерацію активних форм кисню (АФК). Порушення регуляції мітохондріального біогенезу було причетно до ряду захворювань, включаючи нейродегенеративні розлади, рак і метаболічні розлади. 
Вперше це був описаний Джоном Холлозі в 1960-х роках, коли було виявлено, що тренування на фізичну витривалість спричиняють підвищення вмісту мітохондрій, що призводить до більшого поглинання глюкози м’язами.

## Передумови
Здатність мітохондрій до самовідтворення корениться в її еволюційній історії. Вважають, що мітохондрії походять від клітин, які утворили ендосимбіотичні відносини з α-протобактеріями; вони мають власний геном для реплікації. Однак останні дані свідчать про те, що мітохондрії могли еволюціонувати й без симбіозу.
Мітохондрія є ключовим регулятором метаболічної активності клітини, а також є важливою органелою як у виробництві, так і в розпаді вільних радикалів. Вважається, що більша кількість мітохондріальних копій (або більша маса мітохондрій) є захисним та адаптаційним механізмом клітини.
Мітохондрії утворюються в результаті транскрипції та трансляції генів як у ядерному геномі, так і в мітохондріальному геномі. Більшість мітохондріального білка походить із ядерного геному, тоді як мітохондріальний геном кодує частини ланцюга транспортування електронів разом із мітохондріальною рРНК і тРНК. Мітохондріальний біогенез збільшує кількість метаболічних ферментів для гліколізу, окисного фосфорилювання та, зрештою, для більшої метаболічної здатність мітохондрій. Залежно від доступних енергетичних субстратів і окисно-відновного стану клітини, клітина може збільшувати або зменшувати кількість і розмір мітохондрій. Важливо те, що кількість і морфологія мітохондрій змінюються залежно від типу клітини та специфічного контексту попиту, завдяки чому баланс між злиттям/поділом мітохондрій регулює розподіл, морфологію та функцію мітохондрій.

## Імпорт білку

Мітохондріальні білки, закодовані в ядерному геномі, повинні бути націлені та належним чином транспортовані в мітохондрії.

Оскільки більшість мітохондріальних білків походить з ядерного геному, білки повинні бути належним чином спрямовані та транспортовані в мітохондрії для виконання своїх функцій. Спочатку мРНК транслюється в цитозолі клітини. У результаті отримані розгорнуті білки-попередники зможуть досягти відповідних мітохондріальних компартментів. Білки-попередники транспортуються в одну з чотирьох областей мітохондрій, які включають зовнішню мембрану, внутрішню мембрану, міжмембранний простір і матрикс. Усі білки надходять у мітохондрії через транслоказу на зовнішній мітохондріальній мембрані (TOM). Деякі білки мають N-кінцевий сигнал націлювання, і ці білки виявляються і транспортуються в матрицю, де потім розщеплюються та згортаються. Інші білки можуть мати інформацію про націлювання у своїх послідовностях і не включатимуть N-кінцевий сигнал.
Протягом останніх двох десятиліть дослідники виявили понад тридцять білків, які беруть участь в імпорті мітохондріальних білків. Коли дослідники дізнаються більше про ці білки та про те, як вони досягають відповідних мітохондріальних відділів, які їх використовують, стає очевидним, що існує безліч процесів, які працюють разом у клітині, щоб забезпечити мітохондріальний біогенез.

## Злиття і поділ
Мітохондрії дуже різноманітні і здатні змінювати свою форму в результаті подій поділу та злиття. Поділ — це подія, коли одна сутність розпадається на частини, тоді як злиття — це подія, коли дві або більше сутності з’єднуються, щоб утворити ціле. Процеси поділу та злиття протистоять один одному і дозволяють мітохондріальній мережі постійно перебудовуватися. Якщо подразник викликає зміну балансу поділу та злиття в клітині, це може суттєво змінити мітохондріальну мережу. Наприклад, посилення поділу мітохондрій призвело б до створення багатьох фрагментованих мітохондрій, що, як було показано, корисно для усунення пошкоджених мітохондрій і для створення менших мітохондрій для ефективного транспортування до енергоспоживаючих областей. Таким чином, досягнення балансу між цими механізмами дозволяє клітині мати належну організацію своєї мітохондріальної мережі під час біогенезу та може відігравати важливу роль у адаптації м’язів та нейронів до фізіологічного стресу.

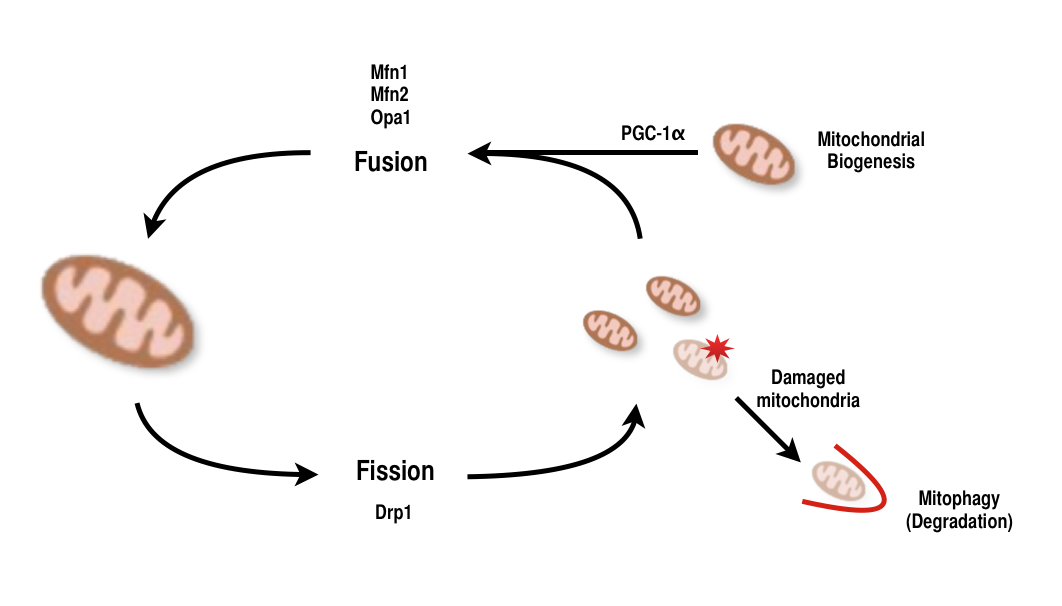
Процеси злиття і поділу дозволяють реорганізувати мітохондрії.

У ссавців як злиття, так і поділ мітохондрій контролюються ГТФазами родини динамінів. Процесом поділу мітохондрій керує Drp1, член сімейства цитозольних динамінів. Цей білок утворює спіраль навколо мітохондрій і звужується, щоб розбити зовнішню та внутрішню мембрани органели. З іншого боку, процес злиття керується різними білками-динамінами, закріпленими на мембрані, на різних рівнях мітохондрій. Злиття на рівні зовнішньої мітохондріальної мембрани опосередковується Mfn1 і Mfn2 (мітофузини 1 і 2), а злиття на рівні внутрішньої мітохондріальної мембрани опосередковується Opa1. Численні дослідження спостерігали корельоване збільшення дихальної здатності мітохондрій з експресією генів Mfn1, Mnf2 і Drp1 після вправ на витривалість. Таким чином, підтверджується те, що реорганізація мітохондріальної мережі в м’язових клітинах відіграє важливу роль у відповідь на фізичні вправи.

## Регуляція
PGC-1α, член сімейства транскрипційних коактиваторів гамма-рецепторів, активованих проліфератором пероксисом (PGC), є головним регулятором мітохондріального біогенезу. Відомо, що він коактивує ядерний респіраторний фактор 2 (NRF2/GABPA) і разом з NRF-2 коактивує ядерний респіраторний фактор 1 (NRF1). NRFs, у свою чергу, активують мітохондріальний транскрипційний фактор A (tfam), який безпосередньо відповідає за транскрипцію мітохондріальних білків, кодованих у ядрі. Це включає як структурні мітохондріальні білки, так і ті, що беруть участь у транскрипції, трансляції та репарації мтДНК. PGC-1β, білок, структурно подібний до PGC-1α, також бере участь у регуляції мітохондріального біогенезу, але відрізняється тим, що він не збільшується у відповідь на фізичні вправи. Хоча спостерігалося значне збільшення кількості мітохондрій у тканинах, де PGC-1α надмірно експресується, оскільки кофактор взаємодіє з цими ключовими факторами транскрипції, нокаутовані миші з порушеним PGC-1α все ще життєздатні та демонструють нормальну кількість мітохондрій. Таким чином, PGC-1α не потрібен для нормального розвитку мітохондрій у мишей, але під час фізіологічного стресу ці миші виявляють знижену толерантність порівняно з мишами з нормальним рівнем PGC-1α. Подібним чином, у нокаутованих мишей із порушеною PGC-1β, миші демонстрували переважно нормальний рівень мітохондріальної функції зі зниженою здатністю адаптуватися до фізіологічного стресу. Однак експеримент з подвійним нокаутом PGC-1α/β створив мишей, які загинули переважно протягом 24 годин через дефекти мітохондріального дозрівання серцевої тканини. Ці знахідки свідчать про те, що, хоча поодинці PGC-1α і PGC-1β не є безумовно необхідними для здатності клітини здійснювати мітохондріальний біогенез, разом вони здатні доповнювати один одного для оптимального дозрівання мітохондрій і функціонування в періоди фізіологічного стресу.
AMP-активована кіназа (AMPK) також регулює мітохондріальний біогенез шляхом фосфорилювання та активації PGC-1α після відчуття дефіциту енергії в м’язах та нейронах. Було показано, що у мишей зі зниженим співвідношенням АТФ/АМФ під час фізичних вправ виснаження енергії корелює з активацією AMPK.  Активація AMPK продовжувала активувати PGC-1α і NRF у цих мишей, що стимулювало мітохондріальний біогенез.

## Нейропластичність і мітохондріальний біогенез
Основна стаття — Нейропластичність.
Також, вважається, що регуляція мітохондріального біогенезу та функцій мітохондрій відіграє ключову роль у забезпеченні енергією, необхідною для підтримки клітинних процесів, які лежать в основі довгострокової синаптичної пластичності. У нейронах мітохондрії виконують різноманітні функції, такі як виробництво енергії у формі АТФ, буферизація кальцію та генерація активних форм кисню. Одним з важливих механізмів збільшення кількості мітохондрій в активних синапсах є активація коактиватора транскрипції PGC-1α (гамма-коактиватор 1-альфа рецептора, що активується проліфератором пероксисом), який, як відомо, регулює мітохондріальний біогенез і функціонує у відповідь на підвищену потребу в енергії. PGC-1α активується фактором транскрипції NRF-1 (ядерний респіраторний фактор 1), який зв’язується з промоторними ділянками мітохондріальних генів, що кодуються в ядрах, і посилює їх експресію. Це призводить до збільшення мітохондріального біогенезу, і щойно синтезовані мітохондрії спрямовуються до синапсів, які відчувають підвищену потребу в енергії. Інший механізм включає активацію протеїнкінази AMPK (AMP-активована протеїнкіназа), яка є ключовим регулятором гомеостазу клітинної енергії. Активація AMPK призводить до фосфорилювання кількох наступних мішеней, включаючи PGC-1α, що посилює мітохондріальний біогенез. Крім того, AMPK також може регулювати транспортування мітохондрій до синапсу шляхом фосфорилювання мітохондріального моторного білка Miro, який контролює рух мітохондрій уздовж мікротрубочок. Нарешті, дослідження також показали участь процесів поділу та злиття мітохондрій у регуляції розподілу мітохондрій у синапсах. Ці процеси контролюються декількома білками, включаючи DRP1 (пов’язаний з динаміном білок 1) і MFN1/2 (мітофузин 1/2), і вважається, що вони відіграють певну роль у регулюванні кількості мітохондрій у синапсах.
З’являється все більше доказів того, що регулярні фізичні вправи можуть сприяти мітохондріальному біогенезу в мозку, що може сприяти покращенню когнітивних функцій і настрою. Це призвело до зацікавленості у використанні фізичних вправ як немедикаментозного втручання для нейродегенеративних розладів та інших неврологічних станів.

## Старіння і мітохондріальний біогенез
Було показано, що здатність до мітохондріального біогенезу може зменшуватись з віком, і таке зниження функції мітохондрій може бути пов’язане з розвитком діабету і серцево-судинних захворювань. Старіння та захворювання можуть викликати зміни в рівнях експресії генів білків, які беруть участь у механізмах поділу та злиття мітохондрій, таким чином створюючи дисфункціональні мітохондрії. Один з десяти механізмів старіння пов’язаний з вкороченням теломер, кінцевих сегментів хромосом, які захищають генетичну інформацію від деградації. Вкорочення теломер також було пов’язану зі зниженням функції мітохондрій. Дефіцит зворотної транскриптази теломерази (TERT), ферменту, який відіграє важливу роль у відновленні і збереженні теломерів, корелює з активованим p53, білком, який пригнічує PGC-1α. Таким чином, вкорочення теломер і дефіцит TERT були пов’язані з порушенням мітохондріального біогенезу. Було також показано, що експресія AMPK може зменшуватись з віком, що також може сприяти пригніченню мітохондріального біогенезу.
Див. також — Омолодження, Збільшення тривалості життя.

## Клінічні застосування націлювання на мітохондріальний біогенез
Мітохондріальний біогенез може бути спрямований на запобігання проліферації раку. Зокрема, два регулятори біогенезу — PGC1α і c-Myc — можуть бути спрямовані на запобігання проліферації раку.
PGC1α є ключовим компонентом мітохондріального біогенезу — як коактиватор транскрипції, він націлений на численні фактори транскрипції та естроген-пов’язаний рецептор альфа (ERRα). Було виявлено, що сполуки, які спрямовані на шлях між PGC1α та ERRα, такі як зворотний агоніст ERRα, XCT-790, можуть значно знижувати мітохондріальний біогенез, таким чином значно зменшуючи проліферацію ракових клітин і підвищуючи їхню чутливість до хіміотерапевтичних засобів.
c-Myc, фактор транскрипції, може бути інгібований під час його димеризації білком Max такими молекулами, як IIA6B17 і omomyc. Інгібування комплексу c-Myc-Max може блокувати клітинний цикл і індукувати апоптоз ракових клітин.